# Pataki Bálint
Pataki Bálint (Kolozsvár, 1927. február 5. – Eforie Nord, 1966. július 28.) erdélyi magyar irodalomtörténész.

## Életútja
Középiskolát szülővárosában végzett, a Bolyai Tudományegyetemen szerzett magyar és történelem szakos tanári oklevelet. Az egyetem magyar irodalmi tanszékén kezdte pályáját, ahol a 20. századi magyar irodalmat adta elő. Fiatalon baleset áldozata lett. Cikkeit és alkalmi verseit az Utunk közölte, Salamon Ernő szépprózája és drámai kísérletei című tanulmánya a Nyelv- és Irodalomtudományi Közlemények hasábjain jelent meg (1963/2). Bevezetéssel és jegyzetekkel látta el Ambrus Zoltán A bazár ég (1964) című novelláskötetét.